# La Chapelle-Bâton (Vienne)
La Chapelle-Bâton település Franciaországban, Vienne megyében. Lakosainak száma 350 fő (2022. január 1.). La Chapelle-Bâton Champniers, Charroux, Château-Garnier, Joussé, Payroux, Saint-Romain és Savigné községekkel határos.

## Népesség
A település népességének változása:
| Lakosok száma | 341  | 353  | 368  | 357  | 358  | 356  | 354  | 352  | 350  |
|               | 2013 | 2015 | 2016 | 2017 | 2018 | 2019 | 2020 | 2021 | 2022 |